# Podział administracyjny Liechtensteinu
Księstwo Liechtensteinu jest „związkiem państwowym” (niem. Staatsverband) dwóch regionów (niem. Landschaft) – Vaduz (Oberland) i Schellenberg (Unterland), obejmujących jedenaście gmin (niem. Gemeinde): Balzers, Eschen, Gamprin, Mauren, Planken, Ruggell, Schaan, Schellenberg, Triesen, Triesenberg oraz Vaduz. 
Podział administracyjny Liechtensteinu jest jednostopniowy – jedynymi jednostkami o kompetencjach administracyjnych są gminy. Regiony mają znaczenie historyczne oraz pełnią funkcję okręgów wyborczych, nie mając znaczenia w administracji samorządowej. Istnienie regionów wiążę się z dawnym podziałem tych ziem, które przed ich zakupem przez księcia Jana Adama I w 1712 r. i utworzeniu z nich Księstwa Liechtensteinu w 1719 r., stanowiły osobne hrabstwa Vaduz i Schellenberg.
Gminy w Liechtensteinie posiadają szeroką autonomię, jednak Księstwo pozostaje państwem unitarnym i władza centralna jest władzą nadrzędną. Każda gmina ma konstytucyjne prawo do wystąpienia z Liechtensteinu na drodze referendum.
Cechą charakterystyczną podziału administracyjnego Liechtensteinu jest rozczłonkowanie jednostek administracyjnych, które posiadają liczne eksklawy i enklawy. Jest to pozostałość po dawnych podziałach między poszczególne wspólnoty wiejskie, ponieważ granice gmin nie zmieniły się i w ich posiadaniu są np. alpejskie łąki, służące dawniej do wypasu zwierząt. Jedynymi gminami, których terytorium jest zwarte są Triesen, Mauren i Schellenberg.
Największą gminą Liechtensteinu jest Triesenberg (29,69 km²) a najmniejszą – Schellenberg (3,56 km²). Najbardziej zaludnioną gminą Liechtensteinu jest Schaan (6037 mieszkańców), a najmniej zaludnioną – Planken (483 mieszkańców).

## Gminy Liechtensteinu
| Gmina        | Herb | Położenie | Położenie | Dane statystyczne | Dane statystyczne | Dane statystyczne   | Naczelnik                  | Rada gminy |
| Gmina        | Herb | Mapa      | Region    | Powierzchnia      | Liczba ludności   | Gęstość zaludnienia | Naczelnik                  | Rada gminy |
| ------------ | ---- | --------- | --------- | ----------------- | ----------------- | ------------------- | -------------------------- | ---------- |
| Balzers      |      |           | Oberland  | 19,73 km²         | 4684              | 237,40 os./km²      | Hansjörg Büchel ()         |            |
| Eschen       |      |           | Unterland | 10,38 km²         | 4523              | 435,74 os./km²      | Tino Quaderer ()           |            |
| Gamprin      |      |           | Unterland | 6,19 km²          | 1686              | 272,37 os./km²      | Johannes Hasler ()         |            |
| Mauren       |      |           | Unterland | 7,49 km²          | 4424              | 590,65 os./km²      | Freddy Kaiser ()           |            |
| Planken      |      |           | Oberland  | 5,34 km²          | 483               | 90,45 os./km²       | Rainer Beck ()             |            |
| Ruggell      |      |           | Unterland | 7,38 km²          | 2404              | 325,75 os./km²      | Maria Kaiser-Eberle ()     |            |
| Schaan       |      |           | Oberland  | 26,92 km²         | 6037              | 224,25 os./km²      | Daniel Hilti ()            |            |
| Schellenberg |      |           | Unterland | 3,56 km²          | 1109              | 311,52 os./km²      | Norman Wohlwend ()         |            |
| Triesen      |      |           | Oberland  | 26,48 km²         | 5330              | 201,28 os./km²      | Daniela Wellenzohn-Erne () |            |
| Triesenberg  |      |           | Oberland  | 29,69 km²         | 2634              | 88,72 os./km²       | Christoph Beck ()          |            |
| Vaduz        |      |           | Oberland  | 17,32 km²         | 5741              | 331,47 os./km²      | Manfred Bischof ()         |            |